# Mendelska sällskapet
Mendelska sällskapet är den första svenska genetiska sammanslutningen. Sällskapet grundades 1910, tio år efter återupptäckten av Gregor Mendels lagar. Sällskapet anordnar föreläsningar inom genetikens olika områden och utger sedan 1920 tidskriften Hereditas. Sällskapets syfte är att sprida kunskap om ärftlighetsläran.
Mendelska sällskapets konstituerande sammanträde ägde rum på Grand Hotel i Lund den 10 december 1910. Inbjudan till sammanträdet hade en vecka tidigare sänts till "biologiskt intresserade personer". I inbjudan angavs att sammanträdets syfte var att stifta ett "sällskap med uppgift att väcka intresse för den modärna ärftlighetsläran (mendelism) och närliggande spörsmål". Omkring 35 personer deltog i mötet, varav de flesta var yngre botaniker och växtförädlare. Några av de närvarande var zoologer och medicinstuderande. Herman Nilsson-Ehle valdes till sällskapets ordförande, medan Robert Larsson, som tagit initiativet till sällskapets grundande, utsågs till sekreterare. Till styrelsemedlemmar utsågs även Nils Heribert Nilsson, Ludwig Nilsson, Birger Kajanus, Lännart Ribbing och Åke Åkerman.
Sällskapet höll under de första decennierna av sin verksamhet regelbundna sammankomster i Lund där svenska och internationella forskningsresultat inom genetiken diskuterades. Ett stort antal framstående utländska forskare, bland andra Erich von Tschermak, Richard Goldschmidt, Erwin Baur och Carl Correns, samt Charles Darwins son Leonard Darwin, har besökt sällskapet och hållit föreläsningar. Wilhelm Johannsen, William Bateson och nobelpristagaren Thomas H. Morgan var hedersmedlemmar i sällskapet.